# Gymnadenia delphineae
Gymnadenia delphineae là một loài thực vật có hoa trong họ Lan. Loài này được (M.Gerbaud & O.Gerbaud) M.Gerbaud & O.Gerbaud mô tả khoa học đầu tiên năm 1999.